# Piper schmidtii
Piper schmidtii är en pepparväxtart som beskrevs av Joseph Dalton Hooker. Piper schmidtii ingår i släktet Piper och familjen pepparväxter. Inga underarter finns listade i Catalogue of Life.